# Дружинино (станция)
Дружи́нино — участковая станция Екатеринбургского региона Свердловской железной дороги. Железнодорожный узел, расположенный на пересечении Казанского хода Транссиба и Западно-Уральской железной дороги. Станция стыкования родов тока: постоянного со стороны Екатеринбурга и Кузино, переменного со стороны Казани. К западу от станции проходит граница с Горьковской железной дорогой.

## История
Основана в 1914 году, руководитель изысканий и строительства: главный инженер путей сообщения Э.Ф. фон Клевезаль.
В 1960-х годах планировалась полная электрификация всего направления. Проект был свёрнут, едва начавшись, редкое для советского времени явление. Ныне 2 коротких электрифицированных участка Бакал — Бердяуш и Дружинино — Кузино.
До 1994 года курсировал пассажирский поезд Чусовская — Бакал. Сильный спад, а в 1995—2005 годах практически исчезновение грузовых перевозок, отмена единственного пассажирского поезда, а на ряде участков ещё и прекращение пригородного сообщения, негативно отразилось на всём направлении. По состоянию на август 2014 года, через стык Свердловской (станция Михайловский Завод) и Южно-Уральской (станция Сказ) железных дорог движение отсутствует, за исключением нерегулярного (не более 1-2 раз в мес.) следования хозяйственных поездов (напр., вагоны-путеизмерители).
Многие из станций были закрыты, на участке Михайловский Завод — Бердяуш межстанционные перегоны в настоящее время местами превышают 80 километров (например, перегон Жукатау — Ункурда, 88 километров с тремя закрытыми станциями, включая ст. Куса.

## Направления движения
Направления на Екатеринбург и Кузино электрифицированы на постоянном токе (3000 вольт), на Казань переменный ток (25 000 В и 50 Гц), на Бердяуш тепловозная тяга.  Екатеринбург — Казань, двухпутный магистральный ход с преобладанием грузового движения (десятки пар поездов в сутки). Направление на Кузино, однопутный магистральный ход, связывающий Дружинино, Кузино и Пермь, используется, в основном, для пропуска грузовых поездов в направлении Бердяуш — Дружинино — Пермь. Направление на Бердяуш,  незначительные грузовые перевозки исключительно местного груза, в основном, до станций Нижнесергинская и Михайловский Завод, сквозные грузовые перевозки, назначением на Южно-Уральскую железную дорогу, после некоторого оживления в 2009—2010 годы, вновь прекращены с 2011; а также движение пригородных поездов исключительно в летний период и только по выходным дням; ранее, до 2009 года, было ежедневным и круглогодичным, до станции Михайловский Завод.

## Пассажирские перевозки

### Дальнее следование по станции
По графику 2021 года через станцию курсируют следующие поезда дальнего следования:
| № поезда    | Маршрут движения            | № поезда    | Маршрут движения            |
| ----------- | --------------------------- | ----------- | --------------------------- |
| 15 "Урал"   | Челябинск — Москва          | 16 "Урал"   | Москва — Челябинск          |
| 59 "Тюмень" | Нижневартовск — Москва      | 60 "Тюмень" | Москва — Нижневартовск      |
| 75          | Омск — Симферополь          | 76          | Симферополь — Омск          |
| 81          | Улан-Удэ — Москва           | 82          | Москва — Улан-Удэ           |
| 89          | Петропавловск — Москва      | 90          | Москва — Петропавловск      |
| 95          | Барнаул — Москва            | 96          | Москва — Барнаул            |
| 107         | Нижневартовск — Волгоград   | 108         | Волгоград — Нижневартовск   |
| 115         | Томск — Адлер               | 116         | Адлер — Томск               |
| 117         | Новокузнецк — Москва        | 118         | Москва — Новокузнецк        |
| 127         | Екатеринбург — Ижевск       | 128         | Ижевск — Екатеринбург       |
| 135         | Барнаул — Москва            | 136         | Москва — Барнаул            |
| 139         | Барнаул — Адлер             | 140         | Адлер — Барнаул             |
| 303         | Алма-Ата — Казань           | 304         | Казань — Алма-Ата           |
| 315         | Ташкент — Казань            | 316         | Казань — Ташкент            |
| 335         | Екатеринбург — Новороссийск | 336         | Новороссийск — Екатеринбург |
| 377         | Новый Уренгой — Казань      | 378         | Казань — Новый Уренгой      |
| 445         | Екатеринбург — Кисловодск   | 446         | Кисловодск — Екатеринбург   |

### Сезонное движение поездов
| № поезда | Маршрут движения                              | № поезда | Маршрут движения                              |
| -------- | --------------------------------------------- | -------- | --------------------------------------------- |
| 233      | Екатеринбург — Имеретинский курорт            | 234      | Имеретинский курорт — Екатеринбург            |
| 521      | Приобье — Новороссийск                        | 522      | Новороссийск — Приобье                        |
| 595      | Новый Уренгой — Тюмень — Екатеринбург — Анапа | 596      | Анапа — Екатеринбург — Тюмень — Новый Уренгой |

### Пригородное сообщение
Станция является конечной для электропоездов, курсирующих из Екатеринбурга (3-4 пары в сутки), а также 2 электропоездов из Красноуфимска. В летний период по выходным дням курсирует пригородный поезд до станции Михайловский Завод. В направлении станции Кузино пассажирское движение отсутствует.